# Armia Polowa „Bernolak”
Armia Polowa Bernolák (słow. Slovenská Poľná Armáda, kryp. „Bernolák”) – słowacki związek operacyjny, w 1939 roku razem z III Rzeszą brał udział w agresji na Polskę.

## Historia
30 sierpnia 1939, przed inwazją na Polskę, zmobilizowano w Republice Słowackiej 51 306 mężczyzn. Dowództwo armii słowackiej mieściło się w czasie kampanii wrześniowej w miejscowości Nowa Wieś Spiska. Słowacki sektor znajdował się w składzie niemieckiej Grupy Armii „Południe” przydzielony do 14 Armii pod dowództwem gen. płk. Wilhelma Lista. Do zadań wyznaczonych dla słowackiej Armii Polowej należało zabezpieczenie wschodniego skrzydła 14 Armii oraz zapobieżenie przedostawaniu się Polaków na teren Słowacji. Politycznie agresja została uzasadniona zajęciem przez Polskę w latach 1918 i 1938 części Spisza i Orawy, a także popieraniem przez część polskich polityków aneksji Słowacji przez Węgry. 
1 września 1939 roku armia wzięła udział w ataku na Polskę. 1 Dywizja zajęła Jaworzynę i Niedzicę i posunęła się w ciągu kilku dni o 30 km, dochodząc do Ochotnicy. 9 września 1939 dywizja ta powróciła na Słowację. 2 Dywizja w składzie XVIII Korpusu Armijnego gen. piech. Eugena Beyera zajęła pozycje na linii Jasło – Krosno – Sanok, mając styczność bojową z jednostkami polskimi (11 KDP). 2 września 4 wozy pancerne dotarły do Tylicza, gdzie napotkały silny opór i musiały ustąpić. 5 września dowództwo słowackie wydało rozkaz utworzenia grupy szybkiej (tzw. Rychlá skupina) pod kryptonimem „Kalinčiak”, jej dowództwo objął ppłk Ján Imro. Jednostka ta przekroczyła granicę z Polską, ale nie brała udziału w walkach. 12 września jednostki te zajęły Sanok oraz okolice. 
W czasie trwania kampanii piechota słowacka zajęła pozycje, od zachodu na linii Kamienica – Zbludza – Zalesie, Jaworki – Biała Woda oraz Krynica-Zdrój – Tylicz, bez znaczącego oporu ze strony polskiej. 16 września jednostki piechoty użyte zostały następnie do umocnienia wcześniejszych pozycji na linii między miejscowościami Liszna, Jabłonki, Baligród, Sanok, Krosno i Dukla. Cała słowacka dywizja powróciła na Słowację 1 października 1939 po wygaśnięciu walk na tym odcinku frontu.
W czasie całej agresji na Polskę armia słowacka straciła w Polsce 18 żołnierzy, 46 zostało rannych, a 11 uznano za zaginionych. 
Po zakończeniu agresji na Polskę Hitler wysłał list gratulacyjny na ręce prezydenta Słowacji oraz odznaczył Żelaznymi Krzyżami trzech wysokich funkcjonariuszy państwa słowackiego, w tym gen. Ferdinanda Čatloša.

## Dowództwo armii
W dniu 23 sierpnia 1939 roku dowództwo nad armią słowacka przejął niemiecki Sztab Generalny.
Stan 1 września 1939:
- dowódca: gen. I rangi Ferdinand Čatloš,
- szef sztabu – mjr SG Emil Novotný
- zastępca szefa sztabu – mjr SG Karol Pekník
- szef Oddziału I – mjr SG Viliam Kanák
- szef Oddziału II – mjr Alojz Androvič
- szef Oddziału III – mjr SG Koloman Brezáni
- szef Oddziału IV – mjr SG Alojz Ballay
- dowódca artylerii – ppłk SG Rudolf Pilfousek
- dowódca lotnictwa – mjr Rajmund Šmarda
- dowódca służby obserwacyjno-meldunkowej – kpt. Frantíšek Pavlišta
- dowódca wojsk inżynieryjnych – mjr Štefan Pohranc
- dowódca wojsk łączności – mjr Ján Morvic
- szef służby uzbrojenia – kpt. Maximilián Rudolf Prokscha
- szef służby zdrowia – kpt. dr Pavel Mráz
- szef służby weterynaryjnej – mjr wet. dr Mikuláš Ferjenčík
- szef służby transportowej – mjr Vladimír Schmidt
- szef intendentury – mjr Vojtech Bauman
- szef służby duszpasterstwa – ks. ppłk Valentin Vilkovský
- komendant kwatery głównej – por. Matej Roth
- kierownik kancelarii – por. Frantíšek Pokorný

## Struktura organizacyjna
Stan 1 września 1939:
- 1. Dywizja Piechoty „Jánošík” – dowódca gen. II rangi Anton Pulanich: 4. i 5. Pułk Piechoty oraz II samodzielny batalion piechoty, 1. Pułk Artylerii, 2. dywizjon 4. Pułku Artylerii, 1. rozpoznawczy dywizjon kawalerii (stanu na 28 sierpnia 1939).
- 2. Dywizja Piechoty (kryp. „Škultéty”) – dowódca ppłk Ján Imro (od 5 września – gen. II rangi Alexander Čunderlík): 3. Pułk Piechoty oraz I, III i IV samodzielny batalion piechoty, 2. Pułk Artylerii, 2. rozpoznawczy dywizjon kawalerii (stan na 28 sierpnia 1939). 8 września zajęła na terytorium Polski Krynicę, Tylicz i Białą Wodę. 16 września walczyła między miejscowościami Sanok i Dukla.
- 3. Dywizja Piechoty (kryp. „Rázus”) – dowódca płk dypl. Augustín Malár: 1. i 2. Pułk Piechoty oraz V i VI samodzielny batalion piechoty, 3. Pułk Artylerii, 1. dywizjon 4. Pułku Artylerii, 3. rozpoznawczy dywizjon kawalerii (stanu na 28 sierpnia 1939). 3. Dywizja współdziałała z niemiecką 1. Dywizją Górską w okolicach Sanoka i Krosna do 11 września 1939 na odcinku Bukowsko-Kulaszne-Baligród-Jabłonki-Cisna[3].
- Grupa Szybka „Kalinčiak” – dowódca ppłk Ján Imro (od 5 września 1939): I dywizjon kawalerii, II dywizjon kolarzy, III dywizjon zmotoryzowany.
- 4. i 51. Pułk Artylerii, pociąg pancerny Bernolák (kryptonim Hrdlička), Dowództwo Lotnictwa i OPL, batalion telegraficzny „Bernolák”, batalion zmotoryzowany Topol (dowódca mjr Štefan Čáni – od 3 września 1939).

## Stany osobowe Armii Polowej „Bernolák”
- 31.08.1939 - 12.642
- 01.09.1939 - 13.351
- 02.09.1939 - 17.655
- 04.09.1939 - 19.890
- 05.09.1939 - 25.660
- 08.09.1939 - 29.093
- 10.09.1939 - 32.380
- 11.09.1939 - 32.310
- 16.09.1939 - 34.727
- 19.09.1939 - 40.891
- 20.09.1939 - 51.103
- 24.09.1939 - 51.306 (stan maksymalny)

Armia słowacka jako całość najwyższy stan osobowy osiągnęła 20 września 1939, kiedy to liczyła 148 113 osób (powołanych zostało ponad 160 tys. ludzi). W późniejszym okresie II wojny światowej nigdy już takiego stanu nie osiągnęła.